# GemeenteBelang Westland
Gemeentebelang Westland (GBW) is een lokale politieke partij in de Nederlandse gemeente Westland. GBW is in februari 2003 ontstaan toen drie lokale partijen voor de gemeentefusie in 2004 besloten de krachten te bundelen. In 2002 telden deze drie partijen tezamen vijftien zetels in de gemeenteraden van de voormalige gemeentes 's-Gravenzande, De Lier en Monster.
De partij had voor de periode 2006-2010 elf raadsleden en was daarmee tweede partij van de gemeente. GBW leverde voor het college twee wethouders: Bram Meijer en Arne Weverling.
Bij de verkiezingen van 6 maart 2010 behaalde de partij één zetel meer dan vier jaar daarvoor (van 10 naar 11), terwijl het CDA juist vier zetels verloor (van 12 naar 8 zetels). Hierdoor werd GBW de grootste partij van de gemeente Westland. Bij de verkiezingen in 2014 zakte de partij terug naar 6 zetels en moest de partij zowel het CDA als Westland Verstandig boven zich dulden.